# 小笠原長禎
小笠原 長禎（おがさわら ながよし）は、江戸時代中期から後期にかけての大名。播磨国安志藩の第4代藩主。官位は従五位下・信濃守。忠脩系小笠原家9代。

## 生涯
天明元年（1781年）5月20日、第3代藩主・小笠原長為の次男として生まれる（正室の子のため長男扱い）。天明2年（1782年）に父が死去したため跡を継ぐ。天明の飢饉では、隣藩の林田藩で打ちこわしが起こると、その鎮圧のために援軍を派遣している。寛政8年（1796年）12月19日に叙任する。文政5年（1822年）1月には藩札を発行するなどしている。
文政6年（1823年）8月23日、長男の長武に家督を譲って隠居し、文政8年（1825年）5月21日に死去した。享年45。

## 系譜
- 父：小笠原長為（1745年 - 1782年）
- 母：小笠原貞顕娘
- 正室：松平親盈娘
- 継室：植村家長娘
- 生母不明の子女
  - 長男：小笠原長武（1809年 - 1839年）
  - 女子：佐野資行正室
  - 女子：松下之方正室